# Apoštolský vikariát Derna
Apoštolský vikariát Derna je vikariát římskokatolické církve nacházející se v Libyi.

## Území
Vikariát zahrnuje město Derna a rozděluje se do 3 farností.

## Historie
Vikariát byl ustanoven dne 22. června 1939 bulou Quo Evangelicae, vydanou papežem Piem XII., z části území apoštolského vikariátu Kyrenaika, který ve stejný den byl přejmenován na Benghází. Prvním apoštolským vikářem byl Giovanni Lucato, S.D.B.

## Seznam apoštolských vikářů
- Giovanni Lucato, S.D.B. (1939 – 1948)
  - Giustino Giulio Pastorino, OFM, apoštolský administrátor (1966 – 1978)
  - Mons. Sandro Overend Rigillo, OFM, apoštolský administrátor (2019 – současnost)[3][4]